# Герцик Григорій Павлович
Григо́рій Па́влович Ге́рцик (Ґерцик, (нар. 70-х-80-ті рр. XVII ст., Полтава — пом. після 1735, Москва) — бунчуковий товариш, полтавський наказний полковник (1705), генеральний осавул (1711) — один із найвідданіших прибічників Івана Мазепи і Пилипа Орлика.

## Біографічні відомості
Син полтавського полковника Павла Герцика. З євреїв-вихрестів, котрих за правління Мазепи, попри попередні заборони, вперше почали долучати на керівні посади.
Після Полтавської битви супроводжував Івана Мазепу і Карла ХІІ до Бендер. Після смерті І.Мазепи залишився вірним гетьману Пилипу Орлику (який доводився йому зятем), був його генеральним осавулом (1711-19).
1715 р. емігрував до Стокгольма, де пробув до 1719 р.
Був відправлений Орликом до Варшави з дорученням передати його кореспонденцію польським сенаторам, а потім увійти в зносини з запорожцями й кримським ханом. Через хворобу не зміг поїхати на Запоріжжя і згодом, за наказом російського посла — князя С.Долгорукого — його схопили, вивезли в Росію.
1721 р. після катувань і допитів Герцика ув'язнили в Петропавловській фортеці.
З 1728 р. мешкав під наглядом у Москві, без права виїзду в Україну.
Одружений з Анастасією Василівною Громика.
Мав 6 дітей: Петро, Василь, Семен, Павло, Микола (згодом священик у м-ку Великі Будищі), Параска.